# Noah Bögli
Noah Bögli, född 1 augusti 1996, är en schweizisk tävlingscyklist som tävlar i bancykling och landsvägscykling.

## Karriär
Vid EM 2025 i Heusden-Zolder tog Bögli brons tillsammans med Mats Poot, Pascal Tappeiner och Alex Vogel i lagförföljelse.